# ناحیه بونوس، شهرستان بونی، ایلینوی
ناحیه بونوس، شهرستان بونی، ایلینوی (به انگلیسی: Bonus Township) یک منطقهٔ مسکونی در ایالات متحده آمریکا است که در شهرستان بونی، ایلینوی واقع شده‌است. ناحیه بونوس ۴٬۳۴۰ نفر جمعیت دارد و ۲۴۳ متر بالاتر از سطح دریا واقع شده‌است.